# 이화림
이화림 (李華林, 1905년 ~ 1999년 2월 10일)은 대한민국 임시정부와 조선의용군에서 활동한 항일운동가이며, 조선민주주의인민공화국의 군인이다.

## 성장기
1905년 평양에서 태어났다. 본명은 이춘실(李春實)로 숭현소학교에서 유아 교육을 공부하였고 1919년 14세의 나이로 3·1 운동에 참여하였다. 항일운동에 열심이었던 오빠들이 지하실에서 비밀리에 전단을 만드는 것을 도왔다고 한다. 평양의 학생 조직인 역사문학연구회에 참가하여 사회주의 사상을 접하게 되었다. 청진의 유아원에 근무하면서 1927년 조선공산당에 가입하였다. 오빠들은 일제의 탄압을 피해 만주로 건너가 독립군으로 무장 항일 투쟁에 참여하였으나 이후 소식을 알 수 없다. 이화림도 25살이던 1930년 상하이로 건너가 독립운동에 참여할 길을 찾다가 김두봉의 소개로 대한민국 임시정부에서 일하게 되었다.

## 대한민국 임시정부 활동
이화림은 한인애국단에 들어가 이봉창, 윤봉길 등과 활동하였다. 김구의 비서 역할을 하면서 일제의 밀정을 색출하는 일에도 관여하였다. 임시정부 시절 이화림은 "동해"라는 가명으로 불렸다. 이화림은 임시정부가 자금난을 겪자 나물장사, 빨래, 수놓기 등으로 스스로 생계를 마련하고 경비에도 보탰다.
이봉창이 일본으로 폭탄을 지니고 갈 때 바지단 안쪽에 주머니를 만들어 숨길 수 있도록 하였고  윤봉길이 훙커우 공원 사건에서 폭탄을 던질 때는 부부로 위장하여 함께 활동하였다. 이들은 일제의 감시망을 따돌리며 사전 답사를 하였으나 이화림이 일본어에 능통하지 않아 발각될 것이 우려되었기 때문에 당일에는 윤봉길만이 식장으로 들어섰다. 
훙커우 공원 사건 이후 한인애국단은 일제의 추격을 피해 뿔뿔이 흩어지게 되었다. 이화림은 훙커우 사건 이후 테러리즘만으로는 독립을 이룰 수 없다고 판단하고 김구와 결별하였다. 김구는 백범일지에 이화림에 관한 아무런 관련 기록을 남기지 않았다.
1938년 봄, 이화림은 백범을 만났다. "동해(이화림의 가명)야! 너 아직도 공산주의자냐? 공산주의를 믿느냐?" "네, 저는 공산주의를 믿습니다. 저는 공산주의자입니다."
"그럼, 우리 앞으로 다시는 만나지 말자꾸나." 백범은 이화림이 공산주의자라는 사실을 재확인하고 단호히 연을 끊었다. 이후 두 사람은 충칭에 머무는 동안 다시는 만나지 않았다.

## 조선의용군 활동
1932년 임시정부가 자싱 방면으로 옮길 때 이화림은 이들과 함께 가지 않고 "혁명의 기지"로 불리던 광저우로 향하여 중산대학에 입학하였다. 처음에는 법학과에 들어가 2학기를 공부하였으나 이후 간호과로 옮겼다. 유학생 김창국을 만나 결혼하여 아들 김우성을 낳는다.
1935년 늦가을 의열단원 윤세주가 광저우에서 무장 투쟁 참여를 독려하는 연설을 하였다. 이화림은 이 연설에 크게 감화되어 남편과 상의 끝에 홀로 조선민족혁명당이 있는 난징을 찾아갔다. 1936년 1월 조선민족혁명당에 가입하여 부녀국의 의료담당자가 되었으며 7월에는 난징조선부녀회를 조직하였다.
1937년 중일전쟁이 일어나자 충칭으로 가 조선의용대에 합류하였다.
그 과정에서 15살 연상의 이집중(이종희) 조선의용대 총무부장과 재혼했으나 1939년 구이린에서 만난 김학철옹의 회상에 따르면 이때 이미 남편과 사이가 멀어졌던 것으로 보아 이혼한 것으로 생각된다.
1939년 구이린으로 이동하여 조선의용대 여자복무단 부대장이 되었고 1941년에는 뤄양의 선견대로 파견되었으며 이후 황하를 건너 타이항산의 조선의용대 화북지대에 합류하였다. 1942년 화북조선인민간부훈련반에서 교육을 받고 졸업후 부녀대장으로 활동하였다. 조선의용군이 활동했던 지역은 산악이라 식량이 늘 부족하였다. 이화림은 돌미나리를 뜯으며 도라지 타령의 가사를 바꾸어 불렀는데 모두들 그 노래를 좋아하였다고 한다.

미날,미날,돌미나리

태항산 골짜기의 돌미나리

한 두 뿌리만 뜯어도

대바구니가 찰찰 넘치누나

에헤야 데헤야 좋구나

어여라 뜯어라 지화자자 캐어라

이 것도 우리의 혁명이란다

1942년 팔로군과 조선의용군의 타이항산 근거지는 일본군의 포위 공격을 받았다. 활로를 뚫고 퇴각하는 가운데 많은 부상자가 발생하였고 이화림은 광저우 간호학교 시절 배운 의학 지식을 활용하여 부상자를 돌봤다. 1943년부터 조선의용군 병원에서 일하였다. 1944년 조선의용군은 옌안으로 이동하였으며 이화림 역시 그곳에서 해방을 맞았다.

## 중국 공산당 활동
1945년 1월 이화림은 김무정의 권유로 옌안의과대학에 입학하였고 1946년 11월 21일 중국 공산당에 입당하였다. 졸업 뒤에는 하얼빈에서 의사로 활동하였고 한국 전쟁 중에는 조선인민군 제6군단 위생소 소장으로 참전한다.
옌안에서 의대 공부를 마치고 의사로서 활동하던 중, 조국에 전쟁이 일어났다는 소식을 듣고 인민군 위생소장으로 합류한 것이다. 전쟁 도중 미군의 폭격에 의해 다리에 파편을 맞아 부상으로 선양에 돌아온 후, 그녀는 죽을 때까지 다시는 조국으로 돌아가지 못한다. 참고로 이 때의 ‘인민군’ 전력이 독립운동가 이화림이 대한민국 정부에서 서훈을 받지 못하는 이유이다.
1955년 중국으로 돌아가 선양의사학교 부교장, 중국 교통부 위생기술과 간부를 지냈다. 1960년대 후반 문화대혁명 당시 반혁명분자로 낙인 찍혀 고초를 겪었다.
1984년 은퇴하였고 1987년 다롄시 조선족 노인 협회의 명예 회장을 지냈다.
1999년 2월 10일 95세를 일기로 별세하였다. 유언에 따라 전재산을 다롄시 조선족 학교에 기부하였다.

## 기념
연변작가협회가 이화림을 기념하여 화림문학상을 수여하고 있다. 대한민국에서는 오랫 동안 알려지지 않고 있다가 1995년 8월 요녕민족출판사가 출간한 이화림의 구술 회고록 《정도》가 베이징대학 유학생 박경철에 의해 발굴되어 번역이 이루어지면서 이름을 알리게 되었다.  한국전쟁 참전 경력이 문제가 되어 독립유공자 서훈이 되지 않고 있다. 2017년 항일여성독립운동기념사업회는 이화림을 비롯한 여성 독립운동가의 서훈을 추진한 바 있다.

## 참고 문헌
- 이화림 구술, 장촨제 순징리 공편, 박경철 이선경 공역, 《이화림 회고록》,  차이나하우스, 2015년, ISBN 979-11-8588-207-9